# 摩納哥—美國關係
摩納哥－美國關係是指摩纳哥与美国之间的双边关系。

## 历史
美国内战结束后不久，摩纳哥与美国交换了领事官员。第一位从摩纳哥到美国的领事是路易斯·博格，他于1866年5月递交了国书。1897年，据估计，这个位于纽约的领事馆只服务于6个以下的摩纳哥公民(1901年，整个美国大约有40个摩纳哥人)，并且没有支持广泛的商业活动。当时的评论嘲笑说，维持这个没有报酬的领事的主要任务是接待摩纳哥海军的一艘蒸汽船。第一个美国领事代理是埃米尔·德·罗思，于1874年2月被委任，但这个职位在1906年被取消并由驻法国尼斯的外交关兼任摩纳哥事务。
1942年11月，沃尔特•奥雷博在他的上司平克尼•塔克的命令下，在摩纳哥设立了美国领事馆。它位于大都会酒店的两个房间里。但几天后，它被入侵的意大利军队关闭。
摩纳哥亲王阿尔贝一世曾三次访问美国。第一次世界大战期间，摩纳哥接待了美国士兵。从1956年到1982年去世，出生于美国的格蕾丝·凯莉嫁给了雷尼尔三世亲王。他们于1956年对美国进行了首次正式访问。